# The Cardboard Lover
Pour plus de détails, voir Fiche technique et Distribution.
The Cardboard Lover est un film muet américain réalisé par Robert Z. Leonard, sorti en 1928.

## Synopsis
Sally, une chasseuse d'autographes américaine, voyage en Europe avec ses camarades de classe. Elle jette son dévolu sur André, un champion de tennis français. Elle découvre que l'amie d'André, Simone, n'est pas honnête ; et André, qui est malheureusement épris d'elle, engage Sally pour le tenir à l'écart de Simone. Sally s'occupe du couple et ne leur laisse jamais un instant de paix, emménageant finalement dans la maison d'André afin de convaincre Simone qu'André en a fini avec elle. André finit par aimer cette américaine excentrique et l'épouse.

## Fiche technique
- Titre original : The Cardboard Lover
- Réalisation : Robert Z. Leonard
- Scénario : F. Hugh Herbert, Carey Wilson, d'après l'adaptation de la pièce Dans sa candeur naïve de Jacques Deval
- Intertitres : Lucille Newmark
- Décors : Cedric Gibbons
- Costumes : Howard Greer
- Photographie : John Arnold
- Montage : Basil Wrangell
- Production : Harry Rapf
- Production déléguée : Marion Davies, William Randolph Hearst
- Société de production : Cosmopolitan Productions
- Société de distribution : Metro-Goldwyn-Mayer
- Pays de production :  États-Unis
- Langue originale : anglais
- Format : Noir et blanc  — 35 mm — 1,33:1 — Film muet
- Genre : Comédie
- Durée : 71 minutes
- Dates de sortie : États-Unis : 2 septembre 1928

## Distribution
- Marion Davies : Sally
- Jetta Goudal : Simone
- Nils Asther : André
- Andrés de Segurola : le baryton
- Tenen Holtz : Argine